# Anisolabis mauiensis
Anisolabis mauiensis är en tvestjärtart som beskrevs av Brindle 1979. Anisolabis mauiensis ingår i släktet Anisolabis och familjen Carcinophoridae. Inga underarter finns listade i Catalogue of Life.